# Beleg van Fort William Henry
Het Beleg van Fort William Henry vond plaats tussen 3 en 9 augustus 1757 ten zuiden van Lake George (New York). Franse soldaten en inheemse indianen onder leiding van Louis-Joseph de Montcalm veroverden het Britse Fort William Henry.

## Achtergrond
De scheiding tussen Brits-Amerika en Nieuw-Frankrijk (zie witte zone op de kaart) in Noord-Amerika was niet duidelijk. In het midden van de achttiende eeuw hadden de Fransen forten gebouwd lang de Ohiorivier, wat een bedreiging vormde voor de Engelsen. Onder aanvoering van Edward Braddock probeerden de Engelsen de Fransen uit Fort Duquesne te verjagen. Tijdens de Slag bij Monongahela in 1755 verloor Braddock het leven. Als tegenreactie veroverde Montcalm het Fort Oswego in 1756.
De uitvalbasis van Montcalm was Montreal. De Engelsen hadden in 1755 een nieuw fort gebouwd ten zuiden van Lake George in het gebied van de Wendat indianen.

## Beleg
Op 30 juli vertrok Montcalm vanuit Fort Carillon aan het Champlainmeer. Met een troepenmacht van 8000 man kampeerde Montcalm op 4 kilometer van het fort en stelde een ultimatum om de vestiging te verlaten. Kapitein George Monro reageerde niet en de Fransen antwoorden met artillerievuur. Na drie dagen van kanonvuur gaf Monro zich over.

## Vervolg
Montcalm was voor een eervol vertrek van de Britse soldaten, maar de indianen hadden dit niet zo begrepen en een slachtpartij volgde.